# Beloš Vukanović
Beloš Vukanović (in serbo Белош?; in ungherese Belos o Belus; Βελούσης; prima del 1141 – prima del 1198) fu un principe serbo e palatino ungherese che operò come reggente d'Ungheria dal 1141 al 1146, insieme alla sorella Elena, madre del neonato re Géza II.
Beloš assunse il titolo di duca (dux) e bano di Croazia dal 1146 al 1157 e brevemente nel 1163. In quanto membro della dinastia serba dei Vukanović, governò brevemente anche il suo patrimonio in veste di gran principe di Serbia nel 1162. Nel periodo in cui rimase in vita sopravvisse una fase di alleanza ungaro-serba, forse favorita dalla crescente minaccia rappresentata da parte dell'impero bizantino, che in precedenza amministrava la Serbia.

## Biografia

### Origini
Beloš era il terzogenito di Uroš I, gran principe di Serbia (al potere dal 1112 circa al 1145), e di Anna Diogenissa, nipote di Romano IV Diogene, l'imperatore bizantino (regnante dal 1068 al 1071). Secondo lo storico György Szabados, è possibile che Beloš nacque intorno al 1108. La studiosa serba Jovanka Kalić ha collocato la data della sua nascita in un arco temporale compreso tra il 1110 e il 1115. Aveva due fratelli, Uroš II Primislav e Desa, e due sorelle, Elena (la madre del re Géza II d'Ungheria) e Maria. Zavida, il padre del futuro gran principe Stefano Nemanja, fu forse un quarto fratello, ma tale informazione resta incerta.

### In Ungheria

#### Reggente
(Giovanni Cinnamo, Atti di Giovanni e Manuele Comneno)
Sua sorella Elena sposò l'erede legittimo al trono ungherese, Béla, nel 1129. Beloš la scortò in Ungheria per rafforzare l'alleanza ungaro-serba contro l'impero bizantino. Nel 1131, Béla II, che era stato accecato in giovane età, fu incoronato re d'Ungheria, succedendo a Stefano II che non ebbe figli dopo una breve faida interna. Beloš fece il suo ingresso nella corte reale magiara grazie alla sorella e ricevette il titolo di dux. Non vi è alcuna traccia delle attività compiute da Beloš nel decennio successivo, ma le cronache ungheresi sottolineano l'influenza e il ruolo di Elena nel governo durante il regno di suo marito. Tuttavia, Beloš aiutò il cognato nel governo del regno come membro del consiglio reale. Secondo lo storico bizantino Giovanni Cinnamo, Beloš si preoccupò di istruire suo nipote, il principe Géza, nato nel 1130, fin dalla sua infanzia. È possibile che Beloš affiancò Béla II nel 1136 per riconquistare parte della costa della Dalmazia che gli ungheresi avevano perso in favore della Repubblica di Venezia, oltre a consentire la sottomissione della Bosnia.
Béla II morì il 13 febbraio 1141 e il figlio maggiore ed erede Géza II era ancora un bambino, motivo per cui Elena e Beloš divennero coreggenti al suo posto. Il fratello e la sorella governarono il regno d'Ungheria fino al raggiungimento della maggiore età di Géza II, nel settembre del 1146. Beloš portò il titolo di dux nel periodo tra il 1142 e il 1146, inizialmente come membro non affiliato alla dinastia regnante degli Arpadi. In qualità di reggente, Beloš concluse un'alleanza tra il regno d'Ungheria e il principato di Galizia. Influenzò il giovane Géza quando questi di inviare truppe di supporto dal principe Vladimirko Volodarovič nella sua guerra contro il gran principe Vsevolod II di Kiev nell'autunno del 1144. L'esercito ungherese era guidato da Beloš, ma non si verificò alcun serio scontro che coinvolse i suoi uomini. Successivamente, Beloš si prodigò nel promuovere l'alleanza tra Ungheria e Galizia. Nell'aprile del 1146, i mercenari austriaci e bavaresi del pretendente Boris Colomanno irruppero in Ungheria e catturarono Presburgo (l'attuale Bratislava, in Slovacchia); tuttavia, Géza II e Beloš riuscirono a difendere con successo l'Ungheria.

#### Palatino e bano
(Giovanni Cinnamo, Atti di Giovanni e Manuele Comneno)
Anche dopo che suo nipote Géza raggiunse la maggiore età nella seconda metà del 1146, Beloš rimase il signore più potente d'Ungheria fino al 1157. Nel 1146, ricevette il titolo di comes palatinus (conte palatino), il titolo di corte più alto del regno d'Ungheria. Stando a un documento dalla dubbia autenticità, egli deteneva la dignità già nel 1145. Contemporaneamente alla posizione di palatino, ricoprì anche la carica di bano di Croazia dall'anno 1146, preservandole entrambe fino al 1157. Entrambe le sue posizioni di solito vengono indicate in maniera congiunta nelle carte reali coeve in Ungheria, a indicare che Beloš esercitò un potere senza precedenti nella storia magiara. Nonostante la carica di palatino fosse considerata la più prestigiosa nel regno, Beloš era più frequentemente definito bano nelle fonti coeve, incluso l'ultimo testamento del sacerdote Crnota, e in quelle di epoca successiva. Il primo membro della influente famiglia dei Šubić, un certo Bogdanac, rientrava tra i fedelissimi del bano Beloš.
Organizzò il matrimonio tra Géza II ed Eufrosina di Kiev, la sorella del gran principe in carica Iziaslav II di Kiev, che segnò il raggiungimento della maggiore età di Géza. Per rappresaglia al loro sostegno a favore del pretendente Boris, Géza invase l'Austria nell'autunno del 1146. Beloš partecipò anche alla battaglia del Fischa nel settembre 1146, dove Enrico II di Babenberg, margravio d'Austria, riportò una grave disfatta. Secondo il cronista Ottone di Frisinga, Beloš guidò la seconda linea di combattimento subito dietro i siculi e i peceneghi. Le sue truppe sbaragliarono le difese nemiche, dopodiché il re poté lanciare un attacco con i suoi guerrieri meglio addestrati. La Chronica Picta del XIV secolo si riferisce a Beloš come a un «guerriero rinomato tra migliaia». Secondo l'opera, egli «caricò con i suoi uomini dalle retrovie verso le file tedesche, si scagliò con veemenza contro di loro e inflisse loro un grande massacro».
Beloš concesse in sposa una figlia dal nome incerto al principe rus' Vladimiro III Mstislavič, fratello minore della regina Eufrosina, nel 1150. Quest'ultima esercitò di sicuro un ruolo nell'organizzazione di quest'unione, secondo la quasi contemporanea Cronaca di Kiev. Il matrimonio irrobustì l'alleanza politica ungaro-serbo-galiziana contro l'impero bizantino. L'Ungheria sostenne i serbi rasciani nella loro lotta per l'indipendenza. L'imperatore Manuele I Comneno lanciò una campagna militare contro la Serbia nel 1150, culminata nella battaglia di Tara. L'esercito bizantino sconfisse le truppe unite di ungheresi e serbi sul fiume Tara nel settembre del 1150, circostanza che portò Uroš II di Serbia, fratello di Beloš, a riconoscere la sovranità dell'imperatore. Manuele lanciò una campagna di rappresaglia (guerra bizantino-ungherese (1149-1155)) contro l'Ungheria e devastò le terre tra i fiumi Sava e Danubio, e pose anche l'assedio a Zimony (l'odierna Zemun, in Serbia) alla fine del 1150. Poiché Géza II combatté in Galizia, solo Beloš arrivò con l'esercito ungherese, ma si astenne dall'impegnarsi con Manuele, le cui truppe si ritirarono successivamente a Braničevo. Aiutato dalle truppe romee, anche il pretendente Boris irruppe in Ungheria e devastò la valle del fiume Temes. Géza, che era appena tornato dalla Galizia, chiese di giungere a una pace e il trattato fu firmato all'inizio del 1151.
Beloš fece parte di una corte speciale ad litem per giudicare una causa riguardante i servi della diocesi di Vesprimia nel 1152, insieme al giudice reale Héder e ad altri ispán. Beloš negoziò con il cugino dell'imperatore Manuele, Andronico Comneno, governatore di Belgrado, Braničevo e Niš, che inviarono una lettera a Géza intorno al 1153, offrendo di consegnare quelle città a Géza in cambio del sostegno ungherese contro l'imperatore. Tuttavia, il complotto di Andronico fu scoperto e lui fu catturato. Nel 1154, Beloš aiutò Borić il Bano di Bosnia a conquistare Braničevo dai bizantini. Nei documenti contemporanei, Beloš appare per l'ultima volta come palatino d'Ungheria nel marzo 1157; fu tra i testimoni quando Wolfer fondò l'abbazia di Küszén con il permesso del monarca.

### Gran principe di Serbia
(Giovanni Cinnamo, Atti di Giovanni e Manuele Comneno)
Tra il 1150 e il 1160, Beloš perse gradualmente la sua influenza politica nella corte reale. Le difficoltà economiche sorte a causa delle azioni militari galiziane e bizantine, spinsero Géza II ad abbandonare la politica estera attiva, incluso il sostegno ai serbi. All'inizio del 1155, gli inviati bizantini e ungheresi firmarono un nuovo trattato di pace. Beloš, ormai politicamente isolato, era insoddisfatto del cambio di direzione politica. Il fratello minore di Géza, Stefano, iniziò a cospirare con lo zio, Beloš, e altri signori contro Géza allo scopo di assassinarlo, secondo il quasi coevo cronista Rahewin. Ottone di Frisinga scrive poi che il principe fu istigato dal duca Beloš, un «uomo assai astuto e intrigante, che sembrava alimentare l'orgoglio di un giovane già abituato a troppo onore». Per evitare una guerra civile, Géza ordinò prima la persecuzione dei sostenitori di Stefano, poi fece espellere dal regno il fratello ribelle e persino condannarlo a morte; ciò spinse Beloš a fuggire dall'Ungheria poco dopo la primavera del 1157. Sebbene taluni collochino l'anno della sua partenza al 1158, un certo Apa fu designato come bano già nel 1157.
Beloš tornò in Serbia e lo storico bizantino Giovanni Cinnamo menziona che l'imperatore Manuele spodestò Uroš II (o Primislavo) dal suo incarico intorno al 1161 o 1162, sostituendolo con Beloš, che fu insediato come gran principe di Serbia nel 1162. Stando a delle ricostruzioni alternative, egli amministrò la Serbia già dal 1157 o 1158, ma Cinnamo non conferma quest'ipotesi. Beloš governò il principato per un breve periodo, perché non fu in grado di stabilizzare la sua posizione a causa della mancanza di sostegno interno. Si dimise in favore del fratello minore Desa ancora nel 1162. Soltanto Giovanni Cinnamo menziona il breve regno di Beloš in Serbia.
Nel frattempo in Ungheria, Géza II morì nel maggio 1162 e gli subentrò il figlio quindicenne Stefano III. Tuttavia, i suoi zii filo-bizantini, ossia Ladislao e il già citato Stefano, contestarono la legittimità di tale successione, scatenando una guerra civile. Poco dopo il suo allontanamento dal principato, Beloš tornò in Ungheria come confidente di Stefano IV, che, sia pur in qualità di anti-re, salì al trono ungherese dopo la morte di Ladislao nel gennaio 1163. Beloš viene definito bano di Croazia e Dalmazia nell'unico documento reale realizzato da Stefano in quell'anno. Il suo nome è riferito per primo, a dimostrazione del fatto che coincideva con il membro più illustre della corte reale dell'usurpatore. Il documento conferma la decisione del bano Beloš secondo cui la foresta di Dubrava apparteneva al vescovado di Zagabria. Stefano IV fu sconfitto dal nipote omonimo in una battaglia decisiva nei pressi di Albareale nel giugno del 1163. Da quel momento storico, Beloš scompare dagli scritti dell'epoca e il suo destino rimane incerto; non si può includere che perse la vita nell'ambito di qualche lotta tra gli aristocratici. Giovanni Cinnamo attesta che Beloš visse il resto della sua vita in Ungheria. È menzionato come una persona deceduta da una lettera di papa Innocenzo III nel 1198.

## Religione
Fondò un monastero benedettino nell'attuale Banoštor (allora nota come Kewe), il quale fece sì poi che la città vicina divenisse conosciuta dalla gente del posto come Banov manastir (monastero del bano, in ungherese Ban monostra), da cui il nome moderno Banoštor (Bánmonostor), nel territorio dell'arcidiocesi di Caloccia (nella moderna Serbia). Il monastero era dedicato a Santo Stefano protomartire e Beloš forniva entrate sufficienti per sostenere trenta monaci. Nonostante ciò, nessun ordine ecclesiastico fu in grado di rimanere a lungo tra le sue mura. Andrea, arcivescovo di Caloccia, confiscò l'abbazia allora abbandonata dai benedettini e la consegnò ai monaci di Abramo tra il 1180 e il 1190. Anche loro lasciarono il monastero nel 1198, quando papa Innocenzo si occupò della questione. Quando Ugrino Csák, anch'egli arcivescovo di Caloccia, avviò l'istituzione della diocesi di Sirmio nel 1229, scelse il monastero abbandonato come sede episcopale del vescovado appena fondato.

## Ascendenza
|                    |                   |                    | Genitori                |  |  | Nonni |  |  | Bisnonni            |  |  | Trisnonni |  |
|                    |                   |                    |                         |  |  |       |  |  | Petrislav di Rascia |  |  | …         |  |
|                    |                   |                    |                         |  |  |       |  |  | Petrislav di Rascia |  |  | …         |  |
|                    |                   | …                  |                         |  |  |       |  |  | Petrislav di Rascia |  |  |           |  |
| Marko di Rascia    |                   |                    |                         |  |  |       |  |  | Petrislav di Rascia |  |  |           |  |
|                    |                   | …                  | …                       |  |  |       |  |  |                     |  |  |           |  |
|                    |                   | …                  | …                       |  |  |       |  |  |                     |  |  |           |  |
|                    |                   | …                  | …                       |  |  |       |  |  |                     |  |  |           |  |
| Uroš I di Rascia   |                   | …                  |                         |  |  |       |  |  |                     |  |  |           |  |
|                    |                   | …                  | …                       |  |  |       |  |  |                     |  |  |           |  |
|                    |                   | …                  | …                       |  |  |       |  |  |                     |  |  |           |  |
|                    |                   | …                  | …                       |  |  |       |  |  |                     |  |  |           |  |
| …                  |                   | …                  |                         |  |  |       |  |  |                     |  |  |           |  |
|                    |                   | …                  | …                       |  |  |       |  |  |                     |  |  |           |  |
|                    |                   | …                  | …                       |  |  |       |  |  |                     |  |  |           |  |
|                    |                   | …                  | …                       |  |  |       |  |  |                     |  |  |           |  |
| Beloš Vukanović    |                   | …                  |                         |  |  |       |  |  |                     |  |  |           |  |
|                    | Romano IV Diogene | Costantino Diogene |                         |  |  |       |  |  |                     |  |  |           |  |
|                    | Romano IV Diogene | Costantino Diogene |                         |  |  |       |  |  |                     |  |  |           |  |
|                    | Romano IV Diogene | …                  |                         |  |  |       |  |  |                     |  |  |           |  |
| Costantino Diogene | Romano IV Diogene |                    |                         |  |  |       |  |  |                     |  |  |           |  |
|                    |                   | Anna di Bulgaria   | Alusiano di Bulgaria    |  |  |       |  |  |                     |  |  |           |  |
|                    |                   | Anna di Bulgaria   | Alusiano di Bulgaria    |  |  |       |  |  |                     |  |  |           |  |
|                    |                   | Anna di Bulgaria   | …                       |  |  |       |  |  |                     |  |  |           |  |
| Anna Diogenissa    |                   | Anna di Bulgaria   |                         |  |  |       |  |  |                     |  |  |           |  |
|                    |                   | Giovanni Comneno   | Manuele Comneno Erotico |  |  |       |  |  |                     |  |  |           |  |
|                    |                   | Giovanni Comneno   | Manuele Comneno Erotico |  |  |       |  |  |                     |  |  |           |  |
|                    |                   | Giovanni Comneno   | …                       |  |  |       |  |  |                     |  |  |           |  |
| Teodora Comnena    |                   | Giovanni Comneno   |                         |  |  |       |  |  |                     |  |  |           |  |
|                    |                   | Anna Dalassena     | Alessio Caronte         |  |  |       |  |  |                     |  |  |           |  |
|                    |                   | Anna Dalassena     | Alessio Caronte         |  |  |       |  |  |                     |  |  |           |  |
|                    |                   | Anna Dalassena     | Adriana Dalassena       |  |  |       |  |  |                     |  |  |           |  |
|                    |                   | Anna Dalassena     |                         |  |  |       |  |  |                     |  |  |           |  |